# Rocklahoma
Rocklahoma (conocido también como Rock Fever Presents Rocklahoma o Rock Fever) es un festival anual de música rock de tres días de duración realizado en Pryor, Oklahoma, Estados Unidos.

## Historia
El festival, cuya primera edición se realizó en el año 2007, incluye cuatro escenarios principales. Hubo alrededor de 100.000 personas (cerca de 30.000 por día) en la primera edición del festival.
La tercera edición de Rocklahoma presentó cerca de setenta bandas en cuatro escenarios, incluyendo a favoritas de ediciones anteriores como Beautiful Creatures, L.A. Guns, Bang Tango, Lillian Axe, Gypsy Pistoleros y Faster Pussycat. Las revistas Playboy y Rolling Stone declararon en el 2008 que Rocklahoma era uno de los festivales que no deberían pasarse por alto. En las primeras ediciones del festival se daba prelación a las bandas de glam metal, pero con el correr de las ediciones se incorporaron agrupaciones de heavy metal, thrash metal y metal alternativo.

## Bandas famosas participantes
- Guns N' Roses
- Tesla
- Queensryche
- Skid Row
- Extreme
- Black Label Society
- Alice in Chains
- Korn
- Buckcherry
- Anthrax
- Saxon
- Anvil
- Twisted Sister
- Thin Lizzy
- Warrant
- Poison